# Epirhyssa corpucella
Epirhyssa corpucella là một loài tò vò trong họ Ichneumonidae.